# FIFA 94
FIFA 94, известна още като FIFA International Soccer е първата версия на популярната поредица видео игри FIFA, посветена на футбола. Излязла през 1993 г. играта, дело на канадската компания Electronic Arts, носи солидни печалби на производителя си още в първите месеци след излизането си.
Това, което грабва „геймърите“ още тогава, е изцяло променения спрямо другите игри на тази тематика вид. Играта предлага доста разнообразни режими и опции, част от които са се запазили и в съвременните версии. Освен това има доста крупен брой отбори (48, сред тях и България), все национални. За жалост футболистите не са с реални имена, заради липсата на лиценз от ФИФА и УЕФА.
„На терена“ нещата също са доста различни от дотогавашните футболни симулатори. Като начало гледната точка към терена е променена. 3D играчите разполагат с добър за времето си изкуствен интелект, както и доста техники и движения.
| FIFA (поредица) |         |         |
| -               | FIFA 94 | FIFA 95 |